# Ziana Zain
Siti Roziana binti Zin (nacida el 2 de mayo de 1968), conocida por su nombre artístico como Zain Ziana, es una cantante pop, compositora, modelo, empresaria y actriz malaya. En 1990, lanzó su álbum debut titulado Madah Berhelah.
Zain ganó un premio siendo reconocida como la Voz de 1995, como la adjudicación de Asia tras derrotar a 24 participantes de 20 países en toda Asia.

## Discografía

### Álbumes de estudio
- 1991 - Madah Berhelah
- 1993 - Ziana Zain
- 1995 - Setia Ku Di Sini
- 1997 - Puncak Kasih
- 1999 - Ziana Zain
- 2001 - Aku Cintakan Mu
- 2008 - Dingin

### Compilaciones y álbumes en vivo
- 1996 - Ziana Zain Unplugged
- 1998 - Best of Ziana Zain
- 2003 - Ratu - Satu Penghargaan
- 2003 - Ziana Zain No. 1s Live
- 2004 - Keunggulan Ziana Zain

## Conciertos
- 1996: Ziana Zain Unplugged Concert (Life Centre, Kuala Lumpur)
- 1998: Ziana Zain Mega Tour Concert, Peter Stuyvesant ( Malasia, Singapur and Brunéi)[1][2][3]
- 2002: Ziana Zain Unplugged Concert (Jerudong Park Amphitheatre, Brunéi)[4][5][6][7]

## Productos y refrendos
- 1996 - Avon[8]
- 1997 - NutriBeaute[9]
- 1997 - Omega timepieces[10]
- 1999 - B&H Health Products[11]
- 2001 - Vono Mattress[12][13]
- 2003 - Brilliant Rose[14][15][16]
- 2004 - Slim World Beauty House[17]
- 2004 - Nutrimetics Cosmetics and Skincare[18]
- 2010 - Antabax[19]

## Filmografía
| Film           | Film                      | Film            | Film                    |
| Año            | Título                    | Personaje       | Notas                   |
| -------------- | ------------------------- | --------------- | ----------------------- |
| 1994           | Sembilu                   | Ziana           |                         |
| 1995           | Sembilu II                | Ziana           |                         |
| 1996           | Maria Mariana             | Mariana         |                         |
| 1997           | Merah                     | Kasih           |                         |
| 1998           | Maria Mariana II          | Mariana         |                         |
| 2005           | Sembilu 2005              | Marina          |                         |
| 2005           | Pontianak Menjerit        | Ziana           |                         |
| 2007           | Qabil Khushry Qabil Igam  | Rani            |                         |
| 2010           | Magika                    | Nenek Kebayan   |                         |
| Televisión     |                           |                 |                         |
| Año            | Título                    | Personaje       | Notas                   |
| 1998           | Serunding                 | Cikgu Fatimah   | Directed by Azwan Ali   |
| 2005           | Cermin Pada Bulan         | Sophia          | Directed by Erma Fatima |
| 2007           | 4 Diva Sekampung          |                 | Directed by Din CJ      |
| 2008           | Tetamu Allah              | Juliana         | Directed by Erma Fatima |
| 2009           | Nur Kasih Di Jabal Rahmah | Wanda           | Directed by Erma Fatima |
| 2010           | Mentor                    | Herself         |                         |
| Teatro Musical |                           |                 |                         |
| Año            | Título                    | Personaje       | Notas                   |
| 2010           | Teater Muzikal Gamat 2    | Ketua Obor-Obor | Lead actress            |
| 2010           | Teater Muzikal Antara     | Ziana zain      | Cameo                   |